# خورشیدگرفتگی ۱۴ سپتامبر ۲۰۹۹
خورشیدگرفتگی ۱۴ سپتامبر ۲۰۹۹ (به انگلیسی: Solar eclipse of September 14, 2099) یک خورشیدگرفتگی از نوع خورشیدگرفتگی کامل است. این خورشیدگرفتگی در تاریخ ۱۴ سپتامبر ۲۰۹۹ میلادی (‎۲۴ شهریور ۱۴۷۸ خورشیدی) روی خواهد داد که زمان اوج آن، ساعت ۱۶:۵۷:۵۳ به‌وقت ساعت هماهنگ جهانی است. مدت زمان و طول این خورشیدگرفتگی ۴ دقیقه و ۱۸ ثانیه خواهد بود.